# Bába (település)
Bába (Baba), település Romániában, a Partiumban, Máramaros megyében.

## Fekvése
Magyarlápostól délnyugatra, Déstől északnyugatra, a Bába-patak mellett, Kisborszó, Drágosfalva és Blenkemező közt fekvő település.

## Története
Bába nevét 1357-ben említette először oklevél Babapataka néven.
1405-ben Baba, 1579-ben Babapataka, 1663-ban Babafalva, 1808-ban és 1913-ban Bába néven írták.
Bába Csicsó vára jobbágyfaluja volt.
1405-ben a Bánffy család, 1467-ben pedig a Szerdahelyiek birtoka volt.
1478-ban Babafalwa birtokosai a Pok nemzetséghez tartozó meggyesaljai Móricok voltak a család kihaltáig.
1793 Rhédey Ádám és Wesselényi Farkas volt a település birtokosa.
A 14-18. században lakossága mészégetéssel foglalkozott.
1910-ben 669 lakosából 14 magyar, 40 német, 586 román volt. Ebből 15 görögkatolikus, 600 görögkeleti ortodox, 49 izraelita volt.
A trianoni békeszerződés előtt Szolnok-Doboka vármegye Magyarláposi járásához tartozott.

## Nevezetességek
- Görög keleti ortodox fatemploma - a 17. századból való.

## Források

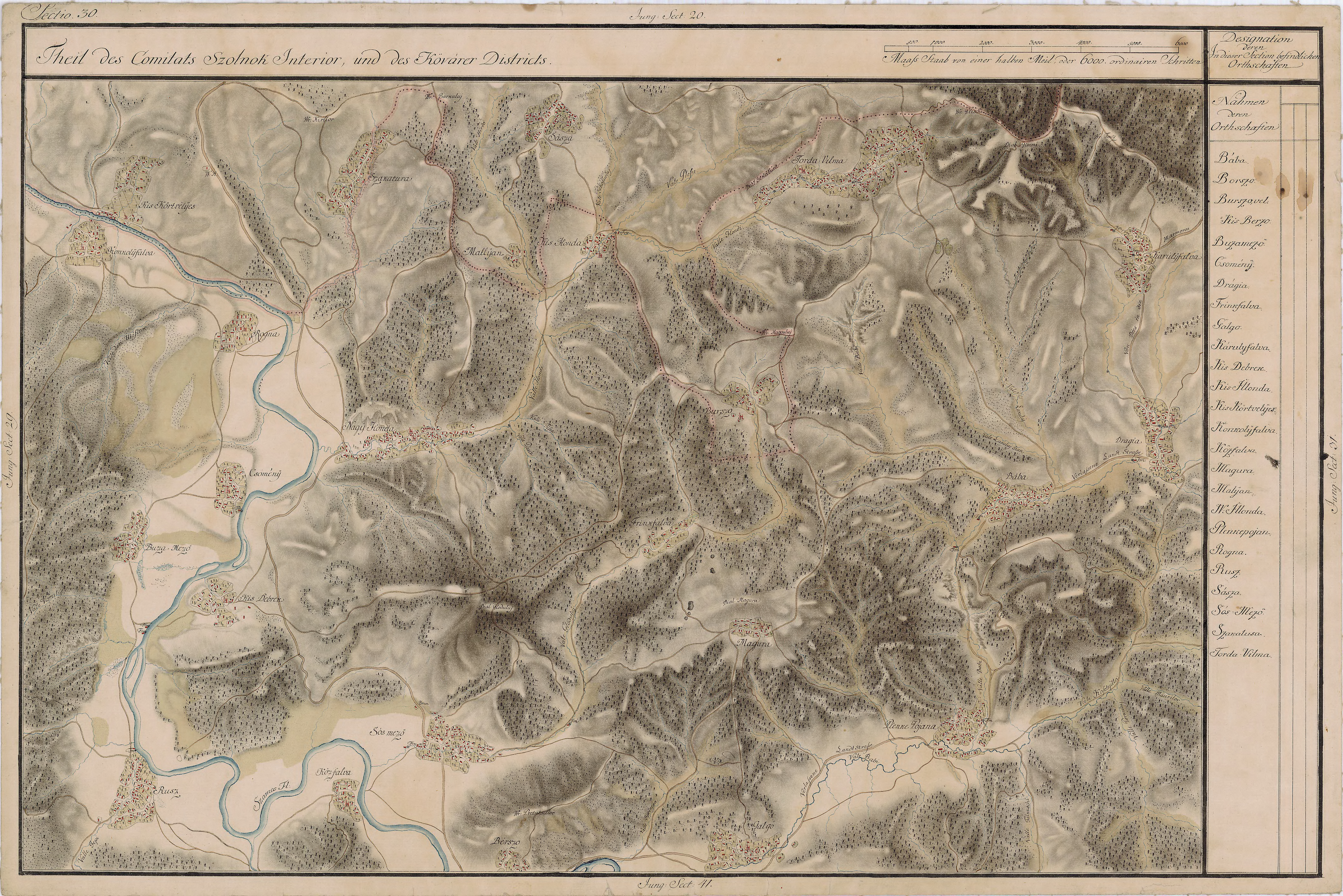
Bába egy régi térképen